# アリソン・マック

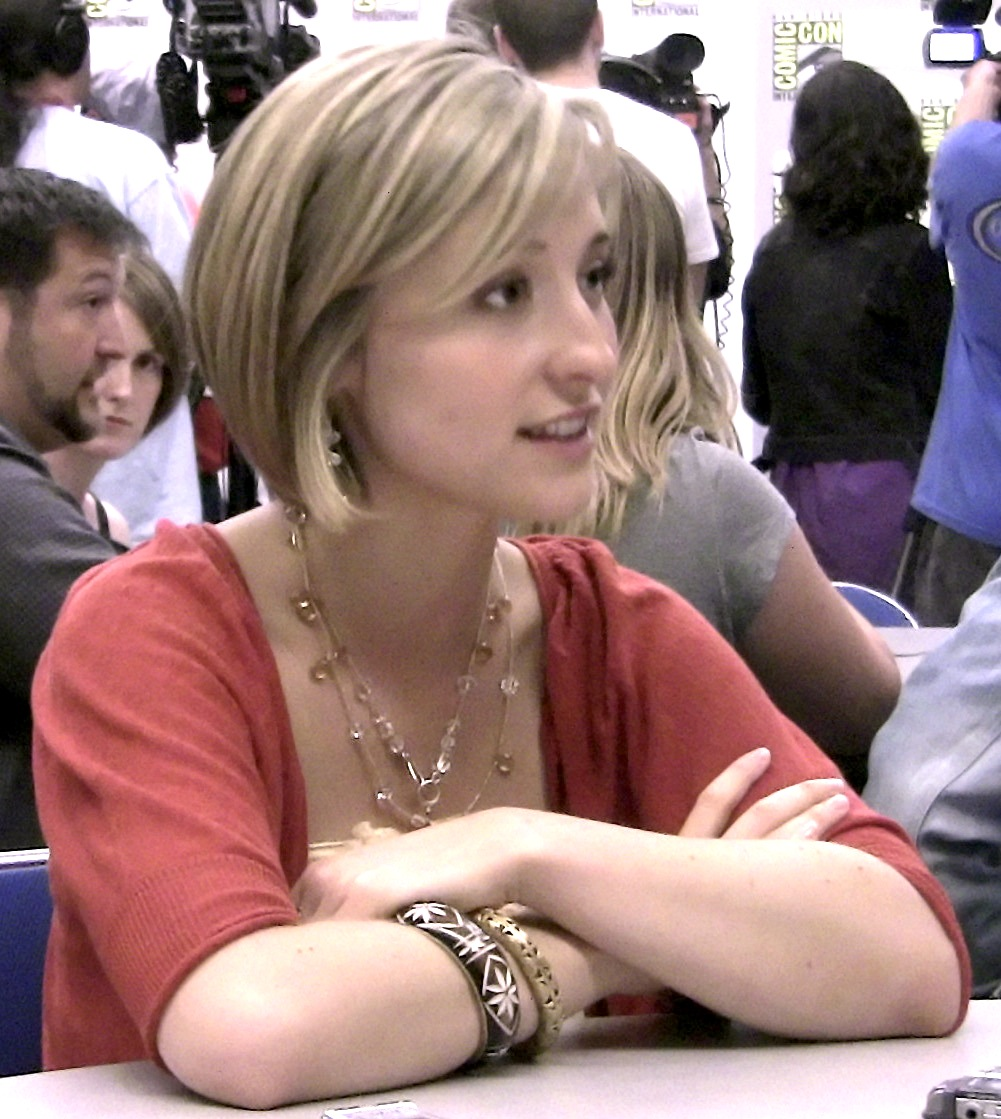
Allison Mack at ComicCon 2009 NN

アリソン・マック（英語: Allison Mack, 1982年7月29日 - ）は、アメリカ合衆国の女優。

## 来歴
西ドイツの北部にあるシュレースヴィヒ＝ホルシュタイン州のプレーツにて生まれた。両親共にアメリカ人であり父親はオペラ歌手であった。兄シャノン、妹ロビンがいる。2歳で両親共にアメリカ合衆国カリフォルニア州ロングビーチに移った。4歳からモデルとしてテレビコマーシャルに出演。7歳よりカリフォルニア州ロサンゼルスにある演劇学校に通い学んだ。彼女は1989年のコメディ映画『新ポリスアカデミー/ バトルロイヤル』で子役として女優デビューした。
2001年、『ヤング・スーパーマン』にクロエ・サリバン役で出演する。2001年から2011年まで204のエピソードに出演した。主要出演者の中では2番目に多い。 
シーズン8 第13話"Power"、シーズン9 第12話"Warrior"では監督も務めた。
彼女は『ヤング・スーパーマン』でティーン・チョイス・アワードを2度に渡って受賞。また、サターン賞助演女優賞に2度ノミネートされている。
キース・ラニエールが設立したカルト教団「NXIVM」のメンバーとして活動し、「DOS」という秘密のグループに関与。2018年4月20日、英国の女優エマ・ワトソンなどをターゲットとした性行為目的の人身売買と共謀の容疑で逮捕・訴追され、2021年7月1日に禁錮3年の実刑判決が言い渡された。2021年9月13日に刑務所に入所したと報じられた。2023年7月3日にカリフォルニア州ダブリンの連邦矯正施設から釈放された。

## 主な出演作品

### 映画
- 新ポリスアカデミー/ バトルロイヤル Police Academy 6: City Under Siege（1989）
- ナイト・クライシス Night Eyes 3（1993）
- 僕たちのサマーキャンプ/親の居ぬ間に…（1994）
- No Dessert, Dad, Till You Mow the Lawn（1995）
- Marilyn（2010）

### テレビ映画
- I Know My First Name is Steven（1989）
- Switched at Birth （1991）
- Living a Lie（1991）
- A Message from Holly（1992）
- A Private Matter（1992）
- The Perfect Bride（1992）
- A Mother's Revenge（1993）
- Dad, the Angel & Me（1996）
- Stolen Memories: Secrets from the Rose Garden（1996）
- The Care and Handling of Roses （1996）
- Unlikely Angel  （1996）
- ミクロキッズ3 Honey,We Shrunk Ourselves  (1997)
- ティーン・ビューティ My Horrible Year!（2001）
- Smallville: Absolute Justice（2010）

### テレビ
- Shangri-La Plaza（1990）
- Empty Nest（1990）
- Evening Shade（1993）
- Sweet Justice（1995）
- Hiller and Diller（1997）
- 7th Heaven（1998）
- プロビデンス Providence（1999）
- オポジット学園 Opposite Sex（2000）
- Kate Brasher（2001）
- ヤング・スーパーマン Smallville（2001 - 2011）
- ナイトメア・ルーム The Nightmare Room  (2002)
- ザ・バットマン The Batman（2006）
- リース 奪われた王国 Riese（2010）
- Wilfred（2012 - 2014）
- ザ・フォロイング The Following  (2015)
- American Odyssey  (2015)
- Lost in Oz  (2016)